# پائولا پتسالیا
پائولا پتسالیا (ایتالیایی: Paola Pezzaglia؛ ۱۳ سپتامبر ۱۸۸۹ – ۱۷ دسامبر ۱۹۲۵) بازیگر اهل پادشاهی ایتالیا بود.
او در دورانِ سینمای صامت در ایتالیا فعالیت داشت و نامش در یکی از اشعار امبر تمبلین در کتاب «الماس تاریک» (۲۰۱۵) ذکر شده‌است.